# 川北れん
川北 恋（かわきた れん、2011年〈平成23年〉8月3日 - ）は、日本の女優、モデル、子役。
HONEST所属。かつてはスマイルモンキーに所属していた。同じくスマイルモンキーに所属していた川北のんは姉。長姉の川北杏と次姉の川北蘭もかつて同じスマイルモンキーに所属していた。
趣味はドッジボール、鬼ごっこ。特技は暗算。

## 出演

### テレビドラマ
- 若者たち2014（2014年、フジテレビ）屋代多香子（幼少期） 役
- ビンタ!〜弁護士事務員ミノワが愛で解決します〜（2014年、読売テレビ）玲奈 役
- 保育探偵25時〜花咲慎一郎は眠れない!!〜（2015年、テレビ東京）トモカ 役
- 南くんの恋人〜my little lover〜（2015年、フジテレビ）堀切明日香（幼少期） 役
- お義父さんと呼ばせて（2016年、関西テレビ）花澤真理乃（幼少期） 役
- 闇金ウシジマくん3 最終話（2016年、MBS）まゆみの娘 役
- はぐれ署長の殺人急行 九十九里浜迷宮ダイヤ（2016年、TBS）北斗こまち 役
- あんみつ検事の捜査ファイル2 白骨夫人の遺言書（2017年、TBS）岡村多恵子（幼少期） 役
- コード・ブルー -ドクターヘリ緊急救命- 3rd season 第2回（2017年、フジテレビ）千葉さやか 役
- ハロー張りネズミ 第9話（2017年、TBS）園児 役
- 仮面ライダービルド（2017年、テレビ朝日）鍋島遥 役[1]
- FINAL CUT 第2話（2018年、フジテレビ）女の子 役
- 騎士竜戦隊リュウソウジャー 第2話（2019年、テレビ朝日）三島の娘 役
- 拝み屋怪談II 第八夜（2019年、BSテレ東）麗々 役
- 磯野家の人々〜20年後のサザエさん〜（2019年、フジテレビ）フグ田サザエ（幼少期） 役
- 乃木坂シネマズ〜STORY of 46〜 第4話「民主主義定食屋」（2020年、FOD、フジテレビ）美月（幼少期） 役

### その他のテレビ番組
- 未来シティ研究所 #50 未来の見守りシステム（2015年、テレビ東京）[2]

### 映画
- 残穢-住んではいけない部屋-（2016年）屋嶋美都（2歳期） 役
- 瞽女GOZE（2020年）ハナヨ 役

### CM
- 花王
  - クイックルワイパーハンディ ホコリに菌・カビが!篇（2014年）
  - ウルトラアタックNeo白さ実感篇（2016年）
- 日本マクドナルド、ハッピーセット
  - 魔法つかいプリキュア!「プリキュア大変身!」篇（2016年）
  - リカちゃん第1弾「わたしのゆめ」篇（2018年）
  - リカちゃん第2弾「プリンセス」篇（2018年）
- ハウス食品、シチューミクス「家族だから、あたためたい」篇（2019年）